# 库尔比亚克
库尔比亚克（法語：Courbillac，法語發音：[kuʁbijak]）是法国夏朗德省的一个市镇，属于干邑区。

## 地理
库尔比亚克（45°46'4"N, 0°10'50"W）面积11.83 平方千米，位于法国新阿基坦大区夏朗德省，该省份为法国西部内陆省份，北起德塞夫勒省和维埃纳省，东临上维埃纳省，东南至多尔多涅省，南至多爾多涅省，西接滨海夏朗德省。
与库尔比亚克接壤的市镇（或旧市镇、城区）包括：乌莱特、马勒伊、锡戈涅、马克维尔、讷维克堡。

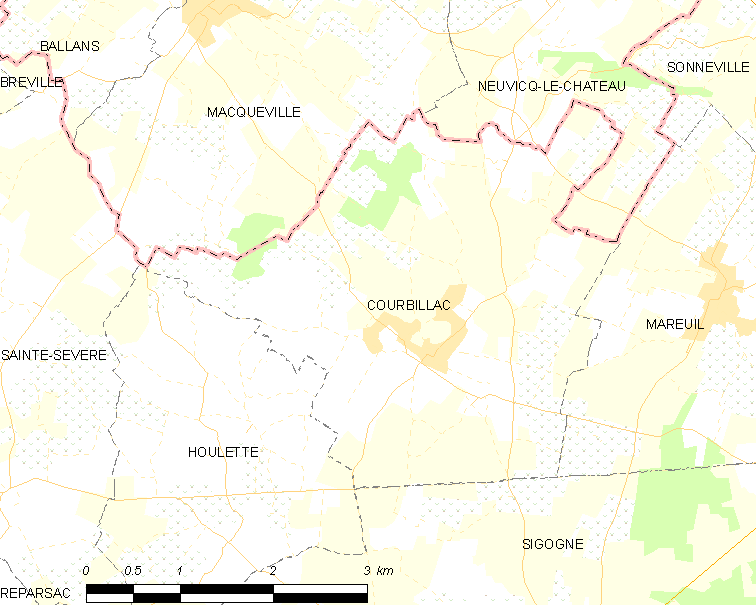
库尔比亚克的OSM定位图

库尔比亚克的时区为UTC+01:00、UTC+02:00（夏令时）。

## 行政
库尔比亚克的邮政编码为16200，INSEE市镇编码为16109。

## 政治
库尔比亚克所属的省级选区为努埃尔河谷县。

## 人口

1962-2008年间库尔比亚克人口变化图示

库尔比亚克于2022年1月1日时的人口数量为729人。